# Tor Vergata
Tor Vergata è una frazione di Roma Capitale (zona "O" 59), situata nelle zone Z. XVI Torrenova e Z. XVII Torre Gaia, nel territorio del Municipio Roma VI (ex Municipio Roma VIII). Assieme alla frazione limitrofa di Giardinetti dà vita all'omonima zona urbanistica di Giardinetti-Tor Vergata, di cui fa parte.

## Geografia fisica

### Territorio
Sorge sul lato sud della via Casilina (zona est-sud-est di Roma), e a cavallo di via di Tor Vergata e via di Passolombardo, esternamente al Grande Raccordo Anulare, limitrofa all'Autostrada A2 Roma-Napoli. La parte a ovest di quest'ultima ricade nella zona di Torrenova, mentre la parte a est ricade nella zona di Torre Gaia. Confina a nord-ovest con la frazione di Giardinetti, a nord-est con Torre Angela e Torre Gaia, a sud-est con Vermicino, a ovest con la Romanina, a sud-ovest con Barcaccia.

## Storia
L'antica tenuta ed il casale di Tor Vergata erano situati tra le vie Tuscolana e Labicana a sud del 13º km  della via Casilina. Secondo lo storico Antonio Nibby il nome deriva dall'aspetto "vergato" della torre, risultante dall'impiego, a fasce alterne, di mattoni rossi e tufi cenerognoli con i quali la struttura era costruita. Dell'antica torre non rimane alcuna traccia.
Le prime informazioni documentate riguardo al nucleo abitativo di Tor Vergata risalgono al 1361 dove il notaio Paulus Serromani, in un rogito, perfezionava la vendita del casale da parte di Tebalduccio della nobile famiglia degli Annibaldi da Monte Compatri, di un quarto dell'immobile, in favore di Andrea Oddone de Palombara.
La tesi più accreditata tra gli studiosi è che il casale sia sorto per volere del senatore Riccardo Annibaldi, nelle vicinanze della torre, un tempo appartenuta a Magister Stephanus. La torre quindi mutò il nome, tra gli anni 1301-1361, da "Turris Magistri Stephani" in "Turris Virgata".
Nel 1972 viene istituito il Campus Universitario "Tor Vergata", che comprende la Facoltà di Medicina dell'Università degli Studi di Roma Tor Vergata con annesso Policlinico, la cui progettazione architettonica è stata completata nel 1988. La Facoltà di Medicina è stata completata nei primi anni novanta, mentre la costruzione del policlinico iniziò nel 1997.
Nel 1982 viene inaugurata alla Romanina, in zona Torrenova, l'Università degli Studi di Roma Tor Vergata.

### GMG 2000 e Giubileo dei Giovani 2025
Nel 2000, nel parco di Tor Vergata, vi si è svolta la veglia del sabato e la celebrazione eucaristica della domenica della XV Giornata Mondiale della Gioventù, presiedute dal papa Giovanni Paolo II il 19 e 20 agosto durante il Giubileo del 2000.
Nel 2025 la nuova Città dello sport ha ospitato il Giubileo dei giovani, dove papa Leone XIV ha presieduto la veglia e la celebrazione eucaristica il 3 e 4 agosto.